# Jakob II. (Urgell)
Jakob II. der Unglückliche (katalanisch Jaume el Dissortat; * 1380 in Balaguer; † 1. Juni 1433 in Xàtiva) war ein Graf von Urgell aus dem Haus Barcelona und 1410/12 ein Prätendent auf den Thron der Krone Aragón.

## Leben

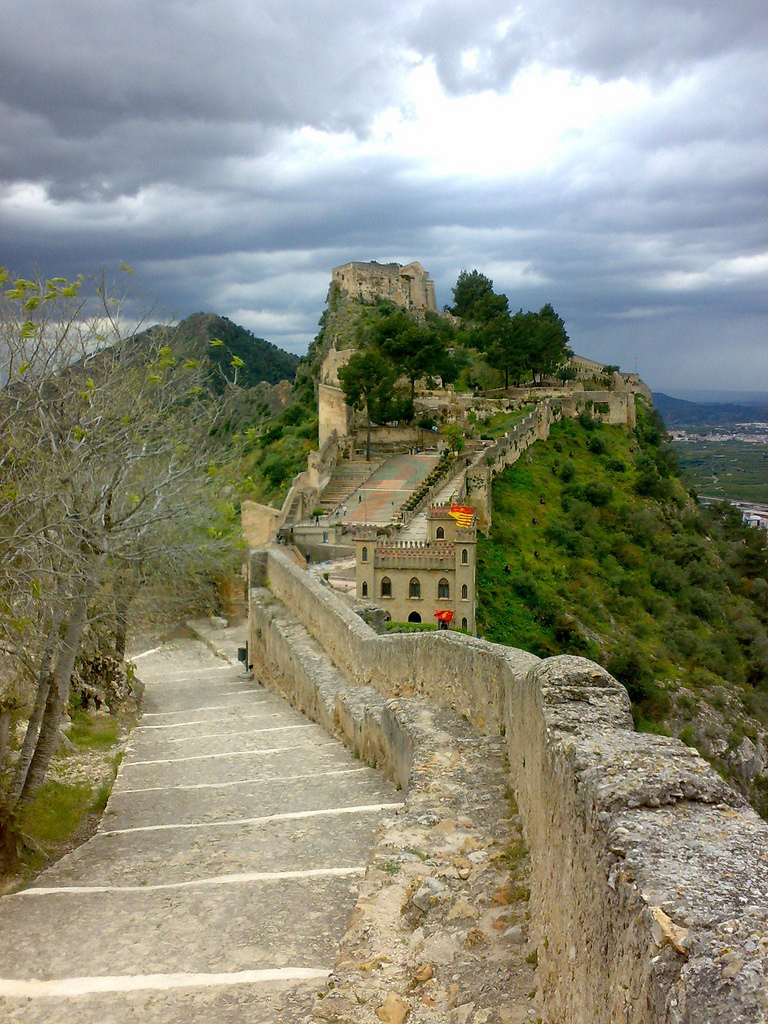
Burg von Xàtiva.

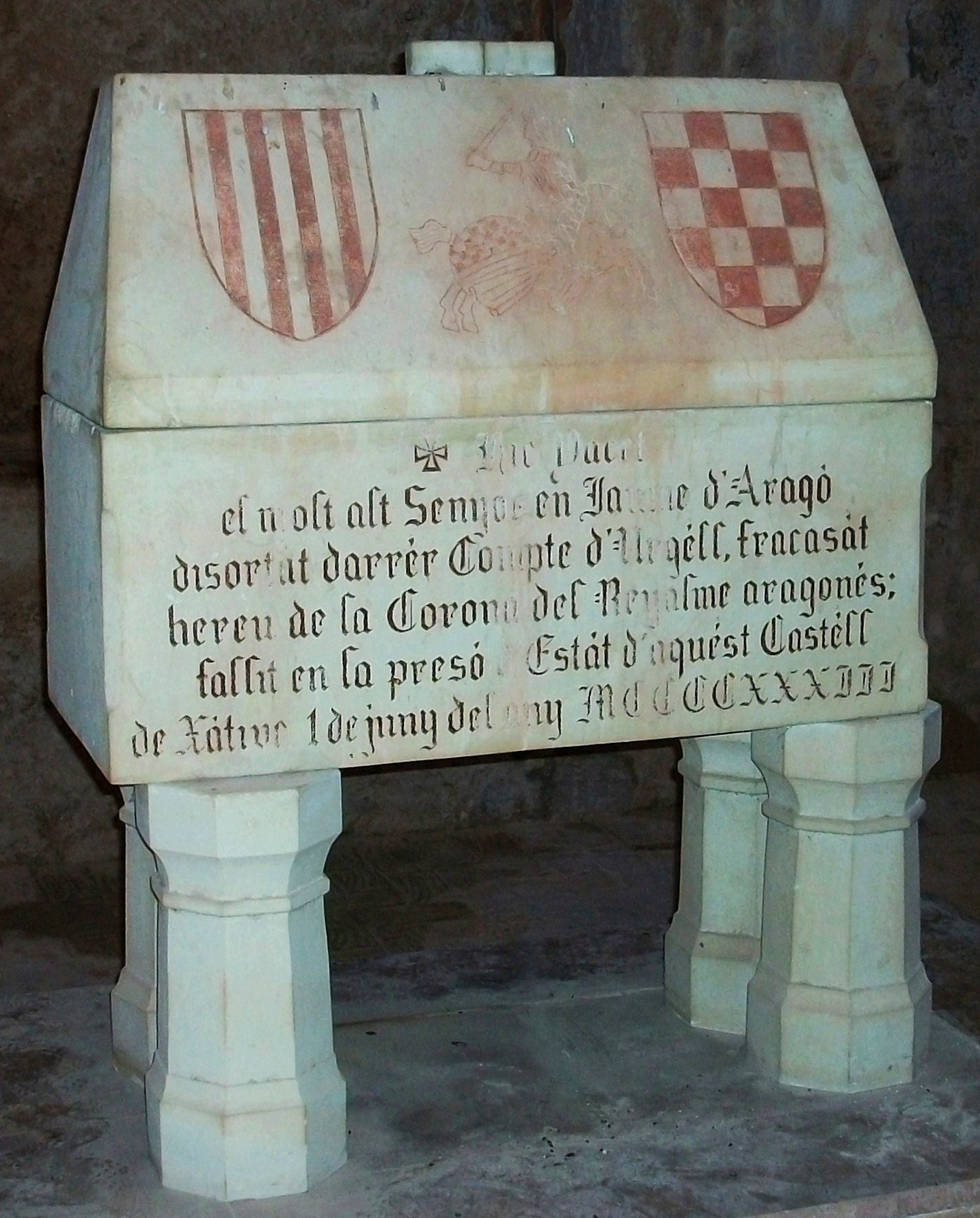
Grabmal Jakobs II. von Urgell auf der Burg von Xàtiva.

Jakob war ein Sohn des Grafen Peter von Urgell († 1408) und dessen zweiter Frau Margarete von Montferrat. Er war seit 1407 verheiratet mit seiner Cousine Doña Isabel, einer Tochter des Königs Peter IV. von Aragón. Ihre Kinder waren:
- Isabel d’Urgell (* 1409, † 1443); ⚭ mit Pedro de Portugal, Duque de Coimbra, Sohn des Königs Johann I. von Portugal.
- Juana d’Urgell (* 1415, † 1446); 1. ⚭ mit Johann I., Graf von Foix; 2. ⚭ mit Juan Ramon Folch de Cardona, 4. Comte de Cardona.
- Leonor d’Urgell; ⚭ mit Raimondo Orsini, Conte de Nola.

Als im Jahr 1410 König Martin I. von Aragón ohne eigene Kinder gestorben war, wurde Jakob als der nächste agnatische Anverwandte und damit Senior des Hauses Barcelona einer der aussichtsreichsten Kandidaten auf die Nachfolge im Königtum. Sein größter Konkurrent war der kastilische Infant Fernando el de Antequera, der mütterlicherseits ein Cousin ersten Grades des verstorbenen Königs war. Während Jakob auf die Unterstützung der katalanischen Stände bauen konnte, genoss Fernando die Unterstützung der Stände Aragoniens und von Valencia, sowie die des anerkannten Papstes Benedikt XIII., der ein gebürtiger Aragonese war. Von Fernando hatte Jakob das Angebot zum Abkauf seiner Kandidatur angetragen bekommen, was Jakob unter dem Einfluss seiner Mutter allerdings ablehnte. Bei der entscheidenden Abstimmung am 24. Juni 1412 in Caspe entfielen von neun möglichen Stimmen nur zwei aus Katalonien an Jakob, während die anderen sieben für Fernando votierten, der somit als Ferdinand I. anerkannt wurde.
Jakob war nicht bereit, diese Wahl anzuerkennen, und rekrutierte ein Söldnerheer, mit dem er gegen Ferdinand um die Krone kämpfen wollte. Nachdem er aber bei der Belagerung von Lleida scheiterte und nach Balaguer geflohen war, wurde er hier von dem überlegenen Ferdinand am 31. Oktober 1413 gefangen genommen. Seine Besitzungen wurden konfisziert und die restliche Zeit seines Lebens musste er auf verschiedenen Burgen in Gefangenschaft verbringen.
Sein Enkel Dom Pedro de Coimbra, Condestável de Portugal (1429–1466) wurde 1463 während des Katalanischen Bürgerkriegs von den katalanischen Institutionen zum Grafen von Barcelona, König von Aragón (als Peter V.) und zum Grafen von Barcelona (als Peter IV.) ernannt.

## Quelle
- Luís Vela Gormedino: Crónica incompleta del reinado de Fernando I de Aragón. Zaragoza, 1985, §24–25, S. 42–43.